# Cantonul Montpon-Ménestérol
Cantonul Montpon-Ménestérol este un canton din arondismentul Périgueux, departamentul Dordogne, regiunea Aquitania, Franța.

## Comune
- Échourgnac
- Eygurande-et-Gardedeuil
- Ménesplet
- Montpon-Ménestérol (reședință)
- Le Pizou
- Saint-Barthélemy-de-Bellegarde
- Saint-Martial-d'Artenset
- Saint-Sauveur-Lalande